# Enzo Frisoni
Enzo Frisoni (nascido em 10 de março de 1947) é um ex-ciclista samarinês que competiu no ciclismo nos Jogos Olímpicos de Verão de 1968.